# Comité Olímpico Haitiano
El Comité olímpico haitiano (COH) es el representante nacional de Haití en el Comité internacional olímpico (COI).

## Presentación
El 30 de agosto de 2013, el presidente del COH, Jean-Edouard Baker, fue destituido de su función por el comité ejecutivo del Comité olímpico por "fraude sistemático y mala gestión".

## El Centro Olímpico de Haití
El Centro Olímpico en Haití, que estará listo en agosto de 2013, incluirá actividades al aire libre, como una pista de atletismo, un campo de fútbol, una cancha de básquetbol, voleibol y balonmano, una pista de ejercicios físicos y Canchas de tenis y actividades en interiores como gimnasio, sala de deportes, administración y edificio de entrenamiento.